# Collotheca quadrilobata
Collotheca quadrilobata är en hjuldjursart som först beskrevs av Hood 1892.  Collotheca quadrilobata ingår i släktet Collotheca och familjen Collothecidae. Inga underarter finns listade i Catalogue of Life.